# كينيث لي سبنسر
كينيث لي سبنسر (بالألمانية: Kenneth Spencer)‏ هو مغني ومغني أوبرا وممثل أمريكي وألماني، ولد في 25 أبريل 1913 بلوس أنجلوس في الولايات المتحدة، وتوفي في 25 فبراير 1964 بنيو أورلينز في الولايات المتحدة.

## وصلات خارجية
- كينيث لي سبنسر على موقع IMDb (الإنجليزية)
- كينيث لي سبنسر على موقع مونزينجر (الألمانية)
- كينيث لي سبنسر على موقع ألو سيني (الفرنسية)
- كينيث لي سبنسر على موقع ميوزك برينز (الإنجليزية)
- كينيث لي سبنسر على موقع أول موفي (الإنجليزية)
- كينيث لي سبنسر على موقع قاعدة بيانات برودواي على الإنترنت (الإنجليزية)
- كينيث لي سبنسر على موقع قاعدة بيانات الأفلام السويدية (السويدية)
- كينيث لي سبنسر على موقع أول ميوزيك (الإنجليزية)
- كينيث لي سبنسر على موقع ديسكوغز (الإنجليزية)
- كينيث لي سبنسر على موقع قاعدة بيانات الفيلم (الإنجليزية)